# Industria bohunicia

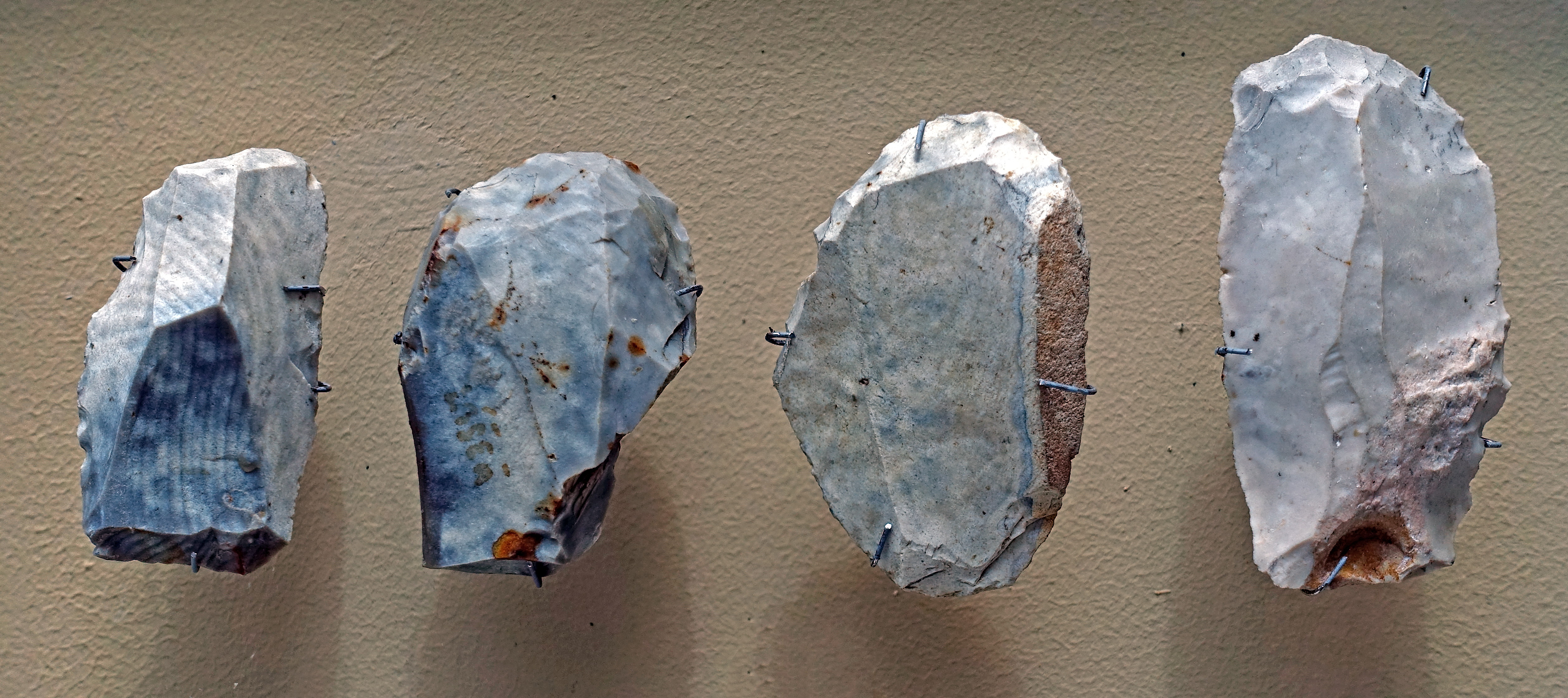
Raspadores de la industria bohunicia en el Museo de Moravia, República Checa

La industria bohunicia fue una industria arqueológica del paleolítico en el centro-sur y este de Europa. Los artefactos asignados a esta cultura están datados entre hace aproximadamente 48.000 y 40.000 años. Se encontraron en el yacimiento tipo de Brno-Bohunice, Stránská skála (Moravia), Bacho Kiro y la cueva de Temnata (Bulgaria), Dzierzyslaw (Polonia) y otros.
El Bohunicio es una "transición" entre el Musteriense y el Auriñaciense, y por tanto un candidato a representar la primera oleada de humanos anatómicamente modernos en Europa. Su tecnología se asemeja a la técnica Levallois musteriense, al igual que los conjuntos contemporáneos de la cultura de Szeleta (centrado en los montes Bükk de Hungría, pero también presente en el sur de Polonia) y del Uluzziano (Italia).
Los conjuntos bohunicianos se consideran similares a los emiranos y a los ahmarianos y la cultura bohuniciana puede estar vinculada a ellos. Por esta razón, se considera probable que el Bohunicio indique la presencia de humanos anatómicamente modernos, pero esto no ha sido corroborado por el descubrimiento de ningún resto humano asociado.